# Halleel
Halleel of Hallél (Hebreeuws: הלל) is een joods gebed bestaande uit de Psalmen 113 tot en met 118. Hallèl betekent letterlijk "loof" of "prijs". Het woord Halleluja is hiervan afgeleid. Het Halleel is een lof- en jubelzang en wordt uitgesproken tijdens de joodse eredienst op alle Joodse feestdagen, met uitzondering van Poerim en op Rosj chodesj.
Naast dit algemene Halleel of Egyptisch Halleel kan met Halleel ook worden verwezen naar andere groepen psalmen:
- Groot Halleel kan verwijzen naar psalm 135 en 136, of alleen psalm 136.[2][3] Volgens de Talmoed horen ook psalmen 120 tot en met 134 bij het Groot Halleel.[4]
- Psalm 145 tot en met 150. Deze psalmen worden ook wel het dagelijks Halleel genoemd.

## Halleel en de joodse feestdagen
De oorsprong van dit gebed ligt in het feit dat tijdens het bestaan van de Joodse tempel de Levieten deze psalmen zongen bij het brengen van het Pesach-offer. Het maakt onderdeel uit van de haggada, aan de hand waarvan op de sederavond het verhaal van de uittocht uit Egypte verteld wordt.
Van oudsher worden deze psalmen tijdens de drie voet- of vreugdefeesten, Pesach, Soekot en Sjavoeot, door de chazan en gemeente gezongen. Later zou Chanoeka hieraan toegevoegd worden.
Gedurende Soekot worden, voorafgaand aan het Halleel, de loelav (palmtak) en de etrog (verwant aan de citrusvrucht) ter hand genomen en naar alle windrichtingen geschud. Vervolgens vangt men met Halleel aan, behoudens op sjabbat. Tijdens de tussendagen van Pesach en Soekot worden de tefilin voor het Halleel-gebed afgelegd.
Door navolgende drie redenen maakt Halleel geen onderdeel uit van Poerim: omdat de lezing van de rol van Ester, Megillot Ester, de lofzang vervangt, omdat het buiten Israël plaatsvond en omdat de joden geen onafhankelijkheid verkregen, dit in tegenstelling tot Chanoeka.
Tegenwoordig wordt ook op Jom Ha'atsmaoet en op Jom Jeroesjalajiem Halleel gezegd.

## Heel of half Halleel
Halleel wordt meestal volledig gezegd. Heel Halleel bestaat uit psalm 113 tot en met 118. Tijdens de laatste zes dagen van Pesach, alsmede op Rosj Chodesj worden de psalmen 115 en 116 overgeslagen. Op Rosj Chodesj Chanoeka wordt wel heel Halleel gezegd. Voorafgaand en ter afsluiting van Halleel wordt een beracha gezegd.